# Lucero de Ramales
Lucero de Ramales es una localidad del estado mexicano de Guanajuato. Es parte del municipio de Silao de la Victoria.

## Demografía
| Gráfica de evolución demográfica |
|                                  |

| Censo | Población |
| ----- | --------- |
| 1950  | 208       |
| 1960  | 246       |
| 1970  | 327       |
| 1980  | 307       |
| 1990  | 422       |
| 2000  | 682       |
| 2010  | 907       |
| 2020  | 1 075     |